# Гаврил Попсимеонов
Гаврил Попсимеонов, известен като Дядо Гаво (изписване до 1945 година: Гаврилъ попъ Симеоновъ), е български опълченец, участник в Руско-турската война (1877 – 1878) и Сръбско-българската война (1885).

## Биография
Гаврил Попсимеонов е роден на 26 октомври 1848 година в пиянечкото село Вирче, тогава в Османската империя, днес в община Царево село в Северна Македония. Част е от македонската имиграция в България. Живее в Кюстендил. Има две дъщери Мария и Елена и синове Георги и Никола.
През 1873 година, Попсимеонов се среща с Васил Левски при неговото посещение на Кюстендил. Според неговите спомени, той се среща и с Христо Ботев и неговата чета.
След началото на Руско-турската война (1877–1878), Попсимеонов постъпва в Българското опълчение на 12 юни 1877 година, в 5-а рота на 5-а опълченска дружина, но на другия ден[проверка?] напуска ротата и постъпва в четата на Ильо войвода, която освобождава и Кюстендил в януари 1878 г.
Попсимеонов е признат за опълченец. След Освобождението работи като полицейски стражар. През 1885 година взема участие и в Сръбско-българската война.
През 1928 година е удостоен със званието „почетен гражданин на Кюстендил“.
Гаврил Попсимеонов има спомени, записани през 1936 г. от дъщеря му Елена, която е машинописка в съда в Кюстендил.
Умира на 92-годишна възраст на 16 март 1941 година в Кюстендил, където е и погребан.